# Франко-чехословацкий договор
Фра́нко-чехослова́цкий догово́р 1924 го́да — договор о союзе и дружбе между Францией и Чехословакией, который был подписан премьер-министром Франции Раймоном Пуанкаре и министром иностранных дел Чехословакии Эдвардом Бенешем 25 января 1924 года в Париже. По договору стороны обязались договариваться между собой по всем важным вопросам для обеспечения общих интересов во внешней политике в случае риска военного конфликта, а также принять меры в случае возрастания нестабильности в Германии, Австрии и Венгрии.

## Договор
Данный договор основывался на мнении Бенеша о том, что союз между Англией и Францией не мог в полной мере сдерживать Германию, и нужен континентальный союз. Новый Франко-чехословацкий пакт о взаимных гарантиях был подписан в 1925 году как часть Локарнских переговоров.
20-21 сентября 1938 года в ходе Второго Судетского кризиса английский и французские посланники заявили правительству Чехословакии, что если та не передаст Судетскую область Германии, то Французское правительство «не выполнит договора».
Ст. 1 Франция и Чехословакия обязаны «сноситься друг с другом для соглашения по всем вопросам внешней политики, способным поставить под угрозу их безопасность» или нарушениями Версальского, Сен-Жерменского и Трианонского договоров.
Ст. 2 Франция и Чехословакия заявляли, что подписывают договор для отстаивания общих интересов «на случай, если бы таковые оказались под угрозой».
Ст. 3 Франция и Чехословакия должны принять общие действия в случае возникновения вероятности аншлюса Австрии Германией.
Ст. 4 Франция и Чехословакия должны принять общие действия в случае возникновения вероятности возвращения монархии Габсбургов в Венгрии.
Ст. 5 Франция и Чехословакия должны принять общие действия в случае возникновения вероятности возвращения монархии Гогенцоллернов в Германии.
Ст. 6 Франция и Чехословакия обязаны разрешать споры путем третейского разбирательства и арбитража.
Ст. 7 Франция и Чехословакия обязаны докладывать о подписании политических соглашений связанных с центральной Европой и советоваться при заключениях новых.